# Augusto Ramírez Uhía
Augusto Daniel Ramírez Uhía (Valledupar, Cesar, 25 de diciembre de 1982), conocido como "Tuto Uhía", es un cantante de música vallenata, abogado y político colombiano.
Fue alcalde de Valledupar entre el periodo entre el 1 de enero de 2016 y el 1 de enero de 2019 . Ramirez Uhía actualmente cumple retención domiciliaria desde 2021 por actos de corrupción.

## Familia
Augusto es hijo de Lázaro Ramírez Ospino y Magalis Uhía Pérez. Su abuelo por parte de madre, Armando Uhía Morón, fue un reconocido amigo de parrandas vallenatas con los músicos Emiliano Zuleta, Jorge Oñate y el rey vallenato Colacho Mendoza.
Ramírez contrajo matrimonio el 12 de diciembre de 2008 con la Administradora de Empresas, Lisbeth Karime Rosado Ahumada con quien tiene dos hijos, Daniela Sofía y Daniel David Ramírez Rosado. Ramírez y su familia son evangélicos cristianos.

## Trayectoria artística
Ramírez incursionó como cantante de música vallenata en su juventud y fue reconocido en el ámbito vallenato como uno de los jóvenes precursores de la "nueva ola del vallenato". Pero Ramírez cayó en el abuso del alcohol y las parrandas por lo que se refugió en la religión cristiana y abandonó sus aspiraciones de ser cantante profesional de música vallenata. Ramírez inició sus pinitos en el vallenato haciendo pareja musical por un periodo de tiempo junto al acordeonero Sneider Geles Suárez, hermano del acordeonero Omar Geles. 
En el 2002, Ramírez fue pareja musical con el acordeonero Juank Ricardo grabando 2 sencillos vallenatos; Los temas "Esclavo del recuero" autoría de Kaleth Morales y "Vuela vuela" de Omar Geles. 
Luego ‘Tuto’ uhía  se une a Gustavo ‘Tavo’ García, con quien realizó su primera producción musical, la cual tituló, ‘De Corazón’ y que salió al mercado bajo el sello de la compañía Sony–BMG Music del que se destacaron los temas “El Grammy” de Omar Geles, “Norfidia” interpretado a dúo con el cantante Poncho Zuleta y “Ya no más” de Felipe “Pipe” Peláez. Ramírez recibió el "Premio Luna a Cantante Revelación 2005" en la ciudad de Barranquilla por este trabajo musical.
El 9 de agosto del 2006, Ramírez decide convertirse a la religión cristiana evangélica. Ramírez volvió a cantar pero como aficionado a la música vallenata con canciones relacionadas con sus creencias religiosas cristianas. Tuto Uhía grabó una producción musical junto al acordeonero Carlos José "Kalata" Mendoza llamada "Mi decisión, te entrego todo" que incluyó los temas: "Jesús", "Soy Diferente", "Te entrego todo", "Aquí te espero", "tengo la bendición", "la que soñé", "Soy feliz", "En tu presencia", La fe que vence al mundo" y "Lo eres todo". 
En el 2009, Ramírez participó en el Festival Francisco el Hombre en la ciudad de Riohacha, Guajira, enfrentándose a los cantantes Martín Elías, Ernesto Mendoza, Jorge Mario Peña, Churo Díaz, Carlos Mario Zabaleta, Los Arciniegas y Luifer Cuello.

## Trayectoria política

### Educación
Estudió en la primaria en el Colegio Mixto San Joaquín y luego el bachillerato en el colegio Instpecam de la ciudad de Valledupar. Durante esta etapa empezó a incursionar en el canto vallenato. 
Ramírez comenzó a estudiar derecho pero abandonó por un tiempo para dedicarse a ser cantante de música vallenata. En 2006, Ramírez retomó sus estudios universitarios y se graduó como abogado de la Universidad Popular del Cesar (UPC) en el 2007, su tesis fue laureada en la facultad de Derecho. Luego se especializó en Derecho Administrativo de la Universidad Nacional de Colombia y recibió un Diplomado en Seguridad y Convivencia Ciudadana  en la Universidad del Rosario. Fue profesor universitario dando la clase de 'Cátedra de Conciencia Ciudadana I y II en la Universidad de Santander (UDES), sede de Valledupar en el 2009.

### Concejal de Valledupar (2008-2011)
Ramírez Uhia fue elegido concejal del municipio de Valledupar en las elecciones regionales de 2007 por el Partido Cambio Radical, el más joven entre los candidatos electos. Durante su paso por el cabildo municipal fue autor y ponente del Manual de Convivencia y Cultura Ciudadana (MCCV) mediante el Acuerdo 009 de 26 de junio de 2008. También fue impulsor de la cultura y el folclor vallenato proponiendo el Acuerdo 025 de 2009 que promueve la creación de la Escuela de Formación Artística y Musical Pública de Valledupar Leonardo Gómez Jr. Igualmente, fue impulsor del Comparendo ambiental en el 2009 y de otras campañas de temas medioambientales.
Ramírez y dos concejales más fueron los únicos en abstenerse al proyecto de valorización propuesto por la alcaldía.

### Candidato a la alcaldía de Valledupar (2011)
En el 2011, Ramírez renunció al concejo de Valledupar para aspirar a la alcaldía de Valledupar en las elecciones regionales de 2011. Fue apoyado por el entonces aspirante a la gobernación Luis Alberto Monsalvo Gnecco, José Alfredo Gnecco y otros miembros del cuestionado clan Gnecco-Cerchar.
Entre sus propuestas para generación de empleo para la ciudad de Valledupar estaba una embotelladora de agua utilizando como recurso el río Guatapurí, una fábrica de zapatos y una despulpadora de mangos con los cerca de 80 mil árboles de mango de la ciudad, que según él, los frutos se echan a perder sin sacar provecho.
El 30 de octubre de 2011, Ramírez finalizó la contienda electoral tercero con 27.463 votos, detrás de Fredys Socarrás (Si, Podemos) con 48.640 y Gonzálo Gómez Soto (Partido Liberal) con 37.455 votos.

#### Escándalo por promoción de invasiones
Siendo candidato a la alcaldía de Valledupar, Ramírez patrocinó a los invasores de terrenos privados invadidos a cambio del voto. Ramírez firmó dos acuerdos, uno el 11 de septiembre de 2011 con los invasores de los terrenos conocidos como Altos de Pimiento, Bello Horizonte II y Guasimales, ubicados todos en tierras propiedad del mayor (r) Alberto Pimienta Cotes. El otro acuerdo fue firmado el 29 de septiembre de 2011 con los invasores de la barriada Tierra Prometida, que es de propiedad del constructor Oscar Guerra Bonilla.

### Secretario de Gobierno del Cesar (2012-2015)
Ramírez fue nombrado Secretario de Gobierno del Departamento del Cesar por el gobernador, Luis Alberto Monsalvo Gnecco. Durante su gestión en la Secretaría, Ramírez gestionó con el gobierno del presidente Juan Manuel Santos la adquisición de motocicletas y patrullas para la Policía Nacional de Colombia y el Ejército Nacional de Colombia en el departamento. También presidió consejos de seguridad ante episodios de inseguridad y orden público. 

### Alcalde de Valledupar (2015)
A principios de 2015 Ramírez renunció a la Secretaria de Gobierno del Cesar para aspirar nuevamente a la alcaldía de Valledupar. Nuevamente, miembros del clan Gnecco Cerchar apoyaron a Ramírez Uhía con su iniciativa de llegar a la alcaldía de Valledupar, igualmente fue apoyado por los congresistas del Cesar afines a este clan; Alfredo "Ape" Cuello Baute, Christian Moreno Villamizar, José Alfredo Gnecco, Fernando De la Peña y Eloy "Chichi" Quintero. Cuenta además con el apoyo de las iglesias cristianas en Valledupar, debido a que pertenece a la congregación Centro Evangelistico Jesús es el Señor (Cejes).
Ramírez se lanzó inicialmente por firmas y bajo el movimiento ‘Avanzar es posible’ y estando liderando en encuestas de favorabilidad, por lo que fue invitado a recibir el aval del Partido Cambio Radical, en el cual había militado cuando fue concejal y candidato a la alcaldía en 2011. Ante las divisiones internas que se dieron en Cambio Radical, Ramírez inicialmente recibió el aval del partido y fue apoyado por los congresistas Chichi Quintero (Cambio Radical y jefe a nivel local) y Alfredo Cuello (Partido Conservador), sin embargo el excongresista Alfonso Mattos Barrero (Cambio Radical) logró convencer a las directivas de quitarle el aval y dárselo a un candidato de su preferencia y miembro de Cambio Radical y en alineación con el alcalde Fredys Socarrás. Las directivas de Cambio Radical quitaron el aval a Ramírez y se lo otorgaron al candidato Jaime González Mejía. Mattos y Gonzalez hicieron alianza con el candidato a la gobernación por el Partido de la U, Franco Ovalle, apoyado por el clan Gnecco-Cerchar y el Santismo en el departamento del Cesar. La diferencia de peso para quitarle el aval a Ramírez radicaba en que ya había recibido apoyo del congresista conservador Alfredo Cuello y determinaron que Ramírez se identificaba más con el pensamiento conservador que con los lineamientos de Cambio Radical. 
En las elecciones a la alcaldía de Valledupar, Ramírez compite contra otros nueve candidatos; Sergio Araújo Castro, John Valle, Evelio Daza, Jaime González Mejía, Andrés Arturo Fernández Cerchar, Lina Maria De Armas, Robert Romero Ramírez, Pedro Norberto Castro, y Pedro Acuña Fragozo.
El 27 de agosto de 2015, seis de los candidatos denunciaron a Tuto Uhía por “violar topes electorales”, ante el derroche de publicidad y regalos que habitantes de Valledupar han visto por toda la ciudad y "él [Ramírez] no es un hombre adinerado” afirmaron los candidatos. .
El 25 de octubre de 2015, Ramírez fue elegido alcalde de Valledupar con 73.805 votos, la más alta votación a alcaldía. Ramírez asumió funciones como alcalde de Valledupar el 1 de enero de 2016.

#### Gabinete
- Secretaría de Gobierno: Sandra Cujia.
- Secretaría de Salud: Claudia Margarita Zuleta.
- Asesora de Gestión Social: María Margarita Ustáriz Guerra.
- Secretaría de Hacienda: Eudes Fuentes Mejía.
- Secretaría de Obras: Juan Pablo Morón Riveira.
- Secretaría de Tránsito: Víctor Arismendi Arias.
- Secretaría de Educación: Luis Carlos Matute.
- Secretaría General: José Juan Lechuga Zambrano.
- Oficina Asesora de Planeación: Aníbal Quiroz Monsalvo.
- Oficina de Talento Humano: Sol María Liñán Pana.
- Oficina Jurídica: Robert Alfonso Martínez Murgas
- Oficina de Control Interno: Luz Danny Garrido Córdoba.
- Director de la Casa de la Cultura: [Tomas Dario Gutiérrez].
- Director de Fonvisocial: Sergio Calderón Araújo.
- Director de Indupal: Elmer Jiménez.
- Gerente de la Terminal de Transportes: José María Gutiérrez Baute.
- Gerente de Emdupar: Armando José Cuello Daza.
- Gerente de Mercabastos: Germán Antonio Tapias Montaño.
- Oficina de Comunicaciones: Sandra Lorena Téllez.
- Área Metropolitana de Valledupar: Alfredo Saade Vergel

## Condena por corrupción
En febrero de 2021, el Juzgado Quinto Penal del Circuito de Valledupar le dictó una condena  de 4 años y 10 meses por el delito de corrupción al sufragante, pena que paga en casa por cárcel. Lo condenaron a pagar una multa de 287 salarios mínimos legales vigentes para la época de los hechos e inhabilidad por el mismo tiempo de prisión.